# Melchor Fernández de la Cueva y Enríquez de Cabrera
Melchor Fernández de la Cueva y Enríquez de Cabrera (Madrid, 2 marzo 1625 – Madrid, 21 ottobre 1686) è stato un militare e politico spagnolo, che tra il 1674 e il 1675 fu capitano generale della Armada Real del Mar Océano. Grande di Spagna, nono duca di Alburquerque, settimo marchese di Cuéllar, nono conte di Huelma e di Ledesma, e nono signore degli stati di Mombeltrán, Pedro Bernardo e La Codosera.

## Storia
Figlio di Francisco Fernández de la Cueva, VII duca di Alburquerque, e di Ana Enríquez de Cabrera y Colonna, nacque a Madrid il 2 marzo 1625, e fu battezzato da Gregorio de Pedrosa, Vescovo di León, nella chiesa di San Martín nella Capitale.
Da giovane si avviò alla vita religiosa e fu Cavaliere di giustizia dell'Ordine di Malta, ma l'abbandonò prima di professare i voti e si avviò ad intraprendere la carriera militare. Nel luglio del 1653, come maestro di campo, si imbarcò sul galeone San Salvador, della Real Armada, appartenente alla squadra navale di Enrique de Benavides la Cueva y Bázan marchese di Santa Cruz, al comando del suo tercio di fanteria. Al comando del suo tercio di fanteria partecipò alle operazioni militari in Francia, con l'attacco portato al canale che conduceva alla cittadella di Blaye. Tre tercios di fanteria vennero sbarcati sulle due sponde del canale dalle galee di don Luis de Guzmán e avanzarono fino ai piedi della fortezza difesa da soldati francesi e scozzesi, con le navi ancorate davanti ad essa. L'intervento di una unità di cavalleria nemica costrinse gli spagnoli a mettersi in formazione di quadrato, dove rimasero sino alle 17:00 quando, con l'alta marea riuscirono a far uscire in mare tre galee e sette brigantini catturati al nemico, carichi di bottino, mentre altre due fregate, due brigantini e quindici chiatte furono incendiate. Il giorno dopo le navi spagnole bombardarono Mertana, dove il marchese di Santa Cruz sbarcò personalmente alla testa di 1.600 soldati saccheggiando i dintorni. Con l'approssimarsi dell'inverno il marchese di Santa Cruz ritornò a Pasajes, dove fu imprigionato.
Nel 1655, dopo la spedizione francese contro la Sardegna dell'anno precedente, il governo spagnolo temeva un attacco contro Barcellona e ordinò alle 13 navi presenti a Pasajes, sotto il comando suo e del duca di Veragua, di partire alla volta della Catalogna, oltrepassando Capo San Vincenzo, lo stretto di Gibilterra, per arrivare a Barcellona nel mese di maggio, dove furono raggiunte dalla squadra delle galee di Napoli al comando del marchese di Bayonne.
In piena estate apparve una squadra navale francese al comando dell'ammiraglio Cesare di Borbone-Vendôme, forte di 17 navi e 4 brulotti, e allora, il 29 settembre, il comandante della navi spagnole, Luis Fernández de Córdoba y Arce, esperto navigatore della Carrera de Indias, diede l'ordine di salpare.  Córdoba y Arce disponeva di quattro galeoni, sei navi del generale Gerónimo Sfrondato Castrioto Marchese de Masebradi (Ragusa 1594-1649) e quattro fregate pesanti. Il primo combattimento portò al grave danneggiamento del galeone San Martin e di una delle fregate pesanti, mentre da parte francese andarono perduti due brulotti, che lanciati in mare aperto contro la formazione spagnola, vennero facilmente evitati. Il 1 ottobre vi fu un nuovo scontro con i francesi, con solo cinque della navi spagnole che entrarono in combattimento. Anche in questa occasione i francesi lanciarono un brulotto contro le navi spagnole, che fu facilmente evitato.
Il 20 febbraio 1674 fu nominato Capitano generale della Armada Real del Mar Océano, forte di 21 navi da guerra, e con questo titolo lasciò Barcellona il 18 settembre di quell'anno per la Sicilia, dove si era verificata una ribellione a Messina, subito supportata dalle navi francesi dell'ammiraglio Jean-Baptiste de Valbelle che trasportarono viveri e armi in supporto dei rivoltosi. L'arrivo delle navi della Armada Real del Mar Océano portò al blocco del porto della città e della navi francesi che vi si trovavano ormeggiate. L'11 febbraio 1675, insieme alle forze del Marchese di Vico, che comandava le galee da Napoli, affrontò una nuova squadra navale francese al comando dell'ammiraglio Louis Victor de Rochechouart de Mortemart duca di Vinvonne, in un combattimento che andò male per le forze spagnole. Il galeone Madonna del Popolo da 44 cannoni venne catturato dopo che aveva esaurito tutte le munizioni, mentre la navi francesi riportarono danni consistenti, anche se riuscirono ad allontanarsi insieme alle navi di Valvelle uscite nel frattempo da Messina.
A causa del grave insuccesso il governo spagnolo destituì tutti i comandanti, compreso lui e don Jose Cénteno (imprigionati nel castello di La Baia), e il marchese di Bayonne (che fu imprigionato a Napoli). Sottoposti a consiglio di guerra, tenuto senza gli imputati e che si trascinò per tre anni, non furono trovati colpevoli tra i comandanti spagnoli, in quanto l'insuccesso era da considerarsi avvenuto a causa dell'inferiorità numerica e del vento dapprima assente e poi contrario (che in se era il principale colpevole). Solo l'ammiraglio don Jacinto López Jión fu condannato a prestare servizio per due anni oltreoceano senza paga.
Nel 1676, alla morte senza eredi maschi di suo fratello maggiore, e suocero allo stesso tempo, Francisco Fernández de la Cueva y Enríquez de Cabrera, gli successe nel ducato di Alburquerque come nono duca di detta casata, nonché settimo marchese di Cuéllar, nono conte di Huelma e di Ledesma, e nono signore degli stati di Mombeltrán, Pedro Bernardo e La Codosera, tra gli altri.
Il 10 agosto 1680, il re Carlo II di Spagna lo nominò membro del Consiglio di Stato e di Guerra e del Consiglio della Marina, nonché gentiluomo di camera del Re, incarichi che mantenne fino alla sua morte, avvenuta nel suo palazzo di Madrid il 21 ottobre 1686. Fu sepolto il 24 ottobre, temporaneamente nel convento dei frati francescani scalzi di Paracuellos de Jarama, il cui patronato era della cognata, la contessa di Castellar, e infine trasferito nel pantheon di famiglia del Ducato di Alburquerque, situato nel monastero di San Francisco nel comune di Cuéllar (Segovia).
Il 17 marzo 1665 aveva sposato sua nipote Ana Rosalía Fernández de la Cueva y Díez de Aux de Armendáriz (1647-1716) (figlia di Francisco Fernández de la Cueva, VIII duca di Alburquerque e della sua consorte Juana Francisca Díez de Aux Armendáriz Afán de Rivera y Saavedra), da cui ebbe quattro figli: Francisco Fernández, Juana Rosalía, Isabel María e Manuela.

### Fonti
1. ↑  Biografias.
2. 1 2  Biografias.
3. 1 2 3 4 5 6  Mayoralgo y Lodo 1997, p. 26.
4. 1 2 3 4 5 6 7 8 9 10 11 12 13 14 15 16 17 18 19  Todoavante.